# HITnRUN Phase One
HITnRUN Phase One es el trigésimosexto álbum de estudio del músico estadounidense Prince. Fue lanzado el 7 de septiembre de 2015.

## Lista de canciones
| N.º | Título                              | Escritor(es)          | Duración |  |
| 1.  | «Million $ Show» (con Judith Hill)  | Prince, Joshua Welton | 3:10     |  |
| 2.  | «Shut This Down»                    | Prince, Joshua Welton | 3:03     |  |
| 3.  | «Ain't About 2 Stop» (con Rita Ora) | Prince, Joshua Welton | 3:39     |  |
| 4.  | «Like a Mack» (con Curly Fryz)      | Prince, Joshua Welton | 4:05     |  |
| 5.  | «This Could B Us»                   | Prince                | 4:11     |  |
| 6.  | «Fallinlove2nite»                   | Prince                | 3:13     |  |
| 7.  | «X's Face»                          | Prince, Joshua Welton | 2:38     |  |
| 8.  | «Hardrocklover»                     | Prince, Joshua Welton | 3:43     |  |
| 9.  | «Mr. Nelson» (con Lianne La Havas)  | Prince, Joshua Welton | 2:27     |  |
| 10. | «1000 X's & O's»                    | Prince                | 4:28     |  |
| 11. | «June»                              | Prince, Joshua Welton | 3:22     |  |